# تپه قدیمی ریحان
تپه قدیمی ریحان مربوط به دوره اشکانیان - دوره ساسانیان است و در شهرستان زنجان، بخش مرکزی، روستای ریحان واقع شده و این اثر در تاریخ ۲۳ شهریور ۱۳۸۲ با شمارهٔ ثبت ۱۰۰۴۸ به‌عنوان یکی از آثار ملی ایران به ثبت رسیده است.